# ديفيد كامبل كيد
ديفيد كامبل كيد (بالإنجليزية: David Campbell Kidd)‏ هو سياسي نيوزلندي، ولد في 29 سبتمبر 1889، وتوفي في 23 سبتمبر 1954. انتخب عضو مجلس النواب النيوزيلندي.